# The Bard's Song (In the Forest)
The Bard's Song - in the Forest è un singolo dei Blind Guardian, gruppo power metal tedesco. Pubblicato nel 2003 dalla Virgin Records, contiene cinque differenti versioni di questo brano delle quali quattro sono registrate da concerti della band.
La canzone è, forse, la più conosciuta dei Blind Guardian, che grazie ad essa vengono soprannominati da molti fan "I Bardi" o anche "i Bardi di Krefeld". Durante i concerti il brano viene cantato quasi interamente dal pubblico, a testimoniare la fama raggiunta dalla ballata. La canzone fu pubblicata originariamente sull'album Somewhere Far Beyond del 1992 che conteneva anche una seconda parte della canzone dal nome "The Hobbit". In un'intervista, Hansi Kürsch dichiarò di essere molto legato alla canzone, che fu composta durante il periodo della scomparsa del padre.

## Tracce
1. Bard's Song - New Studio Recording 3:30
2. Bard's Song - Live in Milano (October 10th 2002) 4:32
3. Bard's Song - Live in Munich (May 5th 2002) 4:29
4. Bard's Song - Live in Madrid (June 4th 2002) 4:30
5. Multi Media Track: Video - Bard's Song - Live in Stuttgart (May 6th 2002) 4:18

## Formazione
- Hansi Kürsch - voce
- André Olbrich - chitarra acustica e coro
- Marcus Siepen - chitarra acustica e coro
- Thomas Stauch - batteria

## Cover
- Il brano è stato reinterpretato anche in stile "a cappella" dalla band tedesca Van Canto nel loro Album "Hero".